# 関西医科専門学校
関西医科専門学校（かんさいいかせんもんがっこう）は、学校法人大阪学院大学が運営する大阪市北区にある専修学校。

## 概要

### 沿革
- 2005年 - 開校

### 学科
- 理学療法学科Ⅰ部（3年制・定員80名）
- 理学療法学科Ⅱ部（夜間4年制・定員40名）

### 資格取得
- 理学療法士
- アロマコーディネーター（任意）

## 所在地
- 〒530-0041 大阪市北区末広町3番27号